# Welt am Draht
Welt am Draht (El mundo en el alambre) es una película para televisión de 1973 dirigida por Rainer Werner Fassbinder y filmada en 16 mm. Se retransmitió por primera vez en la televisión alemana en 1973 como una miniserie de dos partes. Está protagonizada por Klaus Löwitsch y se basa en la novela Simulacron-3, de Daniel F. Galouye. En ella se expone el tema de una simulación electrónica de la sociedad actual y futura del mundo, con las leyes físicas simuladas, así como los personajes con supuesta conciencia e interrelaciones basadas en la lógica y sentimientos humanos. 

## Banda sonora
La canción folkórica "Westerwaldiied" y la canción de amor alemana "Lili Marleen" aparecen en una escena ampliada en la que Stiller busca un respiro temporal en un cabaret. Durante la escena de la fiesta en la casa de los Siskins al principio de la película, Ingrid Caven canta la canción "The Boys in the Back Room". La instrumental "Albatross" de Fleetwood Mac suena durante los créditos de ambas partes, así como en una escena de la segunda parte. 

## Reparto
- Klaus Löwitsch – Fred Stiller
- Mascha Rabben – Eva Vollmer
- Karl-Heinz Vosgerau – Herbert Siskins
- Adrian Hoven – Profesor Henry Vollmer
- Ivan Desny – Günther Lause
- Barbara Valentin – Gloria Fromm
- Günter Lamprecht – Fritz Walfang
- Margit Carstensen – Maya Schmidt-Gentner
- Wolfgang Schenck – Franz Hahn
- Joachim Hansen – Hans Edelkern
- Gottfried John – Einstein
- Rudolf Lenz – Hartmann
- Kurt Raab – Mark Holm
- Karl Scheydt – Detective Stuhlfauth
- Ernst Küsters – Guardaespaldas
- El Hedi ben Salem – Guardaespaldas
- Rainer Hauer – Inspector Lehner
- Ulli Lommel – Rupp
- Heinz Meier – Von Weinlaub
- Peter Chatel – Hirse
- Ingrid Caven – Uschi
- Eddie Constantine – Hombre en el coche
- Rainer Langhans – Camarero en la fiesta